# Pihtipudas
Pihtipudas är den nordligaste kommunen i landskapet Mellersta Finland. Kommunen gränsar mot Kinnula i väster, Reisjärvi i nordväst, Haapajärvi och Pyhäjärvi i norr, Pielavesi och Keitele i öster samt Viitasaari i söder. Pihtipudas har 3 873 invånare och är enspråkigt finskt. Kommunen har en yta på 1 247,45 km², varav landarealen är 1 074,67 km².
Bosättningarna och jordbruksmarkerna ligger i första hand vid sjöarna Muurasjärvi, Alvajärvi och Kolimajärvi. Kyrkbyn ligger på ett näs mellan Kolimajärvi i öster och Alvajärvi i väster.

## Historia
År 1833 blev Pihtipudas kapell under Viitasaari, men bildade 1863 egen församling. 

## Politik

### Mandatfördelning i Pihtipudas kommun, valen 1976–2021
| 4 | 8 | 13 | 2 |

| 4 | 7 | 14 | 2 |

| 3 | 7 |  | 14 | 2 |

| 3 | 7 | 15 | 2 |

| 3 | 8 | 13 |  | 2 |

| 3 | 6 |  | 15 | 2 |

| 4 | 6 |  | 13 | 3 |

| 3 | 6 | 15 |  | 2 |

| 17 | 10 |

| 3 | 8 | 13 | 3 |

| 20 | 7 |

| 2 | 6 | 3 | 14 | 2 |

| 19 | 8 |

| 2 | 6 | 4 | 2 | 12 |  |

| 21 | 6 |

| 4 | 9 | 2 | 8 |

| 20 |

## Demografi

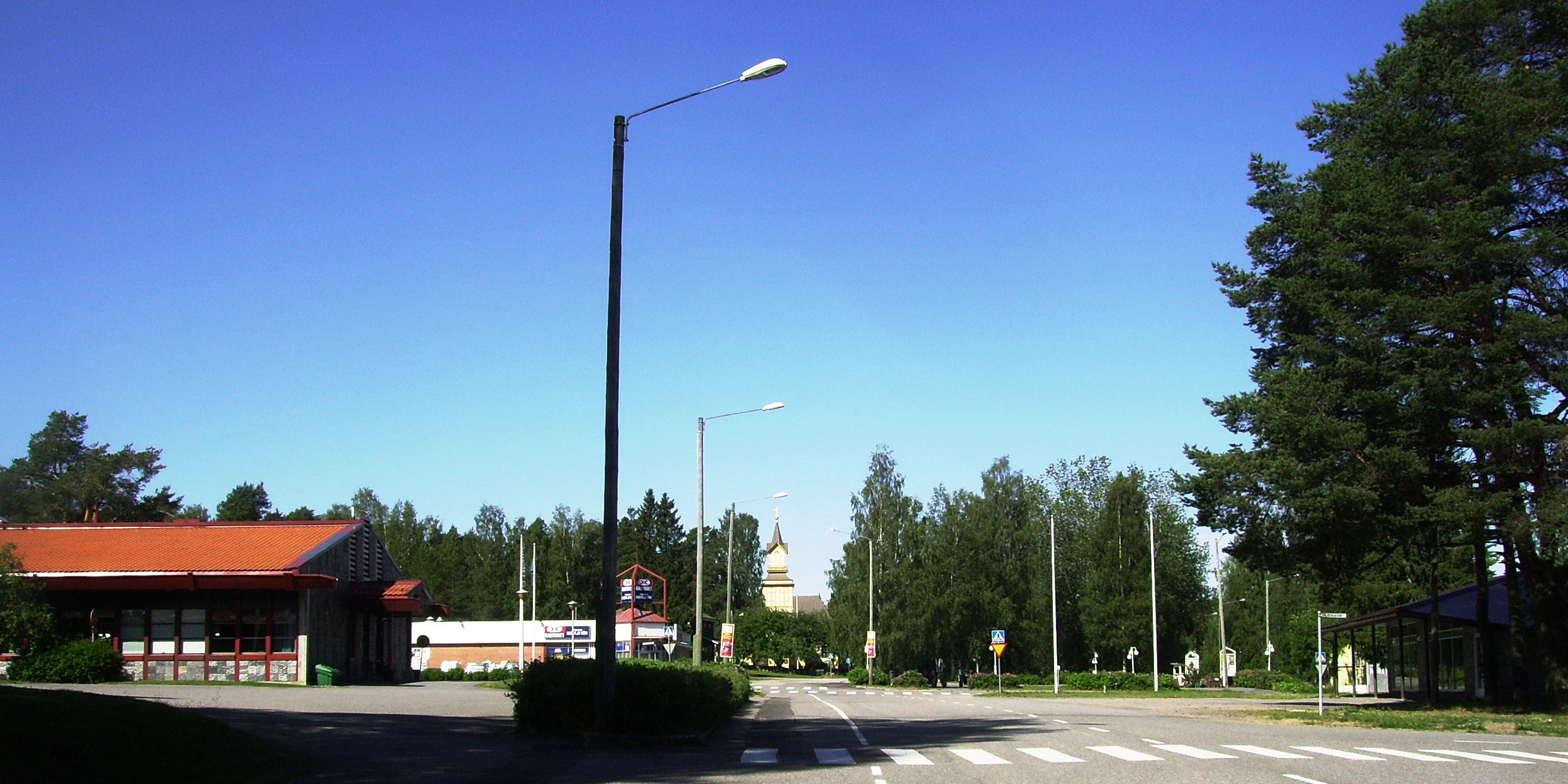
En gata i Pihtipudas.

### Befolkningsutveckling
| Befolkningsutvecklingen i Pihtipudas kommun 1975–2020                                                        | Befolkningsutvecklingen i Pihtipudas kommun 1975–2020 | Befolkningsutvecklingen i Pihtipudas kommun 1975–2020 | Befolkningsutvecklingen i Pihtipudas kommun 1975–2020 | Befolkningsutvecklingen i Pihtipudas kommun 1975–2020 |
| --- | ----------------------------------------------------- | ----------------------------------------------------- | ----------------------------------------------------- | ----------------------------------------------------- |
| |                                                       |                                                       |                                                       |                                                       |
| År |                                                       |                                                       | Folkmängd                                             |                                                       |
| 1975 | 1975                                                  |                                                       | 6 367                                                 |                                                       |
| 1980 | 1980                                                  |                                                       | 6 091                                                 |                                                       |
| 1985 | 1985                                                  |                                                       | 5 945                                                 |                                                       |
| 1990 | 1990                                                  |                                                       | 5 680                                                 |                                                       |
| 1995 | 1995                                                  |                                                       | 5 550                                                 |                                                       |
| 2000 | 2000                                                  |                                                       | 5 225                                                 |                                                       |
| 2005 | 2005                                                  |                                                       | 4 917                                                 |                                                       |
| 2010 | 2010                                                  |                                                       | 4 563                                                 |                                                       |
| 2015 | 2015                                                  |                                                       | 4 221                                                 |                                                       |
| 2020 | 2020                                                  |                                                       | 3 931                                                 |                                                       |
| Anm: Uppgifterna avser förhållandena den 31 december nämnda år enligt områdesindelningen den 1 januari 2022. |                                                       |                                                       |                                                       |                                                       |

## Kända personer från Pihtipudas
- Jorma Kinnunen, spjutkastare och olympisk silvermedaljör
- Lauri Pihkala, friidrottare och idrottsteoretiker